# Miogypsinella
Miogypsinella es un género de foraminífero bentónico considerado como nomen nudum, propuesto como un subgénero de Miogypsina, es decir, Miogypsina (Miogypsinella), pero aceptado como sinónimo de Miogypsinoides de la familia Miogypsinidae, de la superfamilia Rotalioidea, del suborden Rotaliina y del orden Rotaliida. Su rango cronoestratigráfico abarcaba desde el Chattiense (Oligoceno superior) hasta el Aquitaniense (Mioceno inferior).

## Clasificación
Miogypsinella incluía a las siguientes especies:
- Miogypsinella bermudezi †, también considerado como Miogypsina (Miogypsinella) bermudezi †, y aceptado como Miogypsinoides bermudezi †
- Miogypsinella boninensis †, también considerado como Miogypsina (Miogypsinella) boninensis †, y aceptado como Miogypsinoides boninensis † o como Paleomiogypsina boninensis †
- Miogypsinella bornea †
- Miogypsinella borodinensis †, también considerado como Miogypsina (Miogypsinella) borodinensis †, y aceptado como Miogypsinoides borodinensis †
- Miogypsinella complanata †, también considerado como Miogypsina (Miogypsinella) complanata †, y aceptado como Miogypsinoides complanatus †
- Miogypsinella cyprea †